# Coordinate celesti

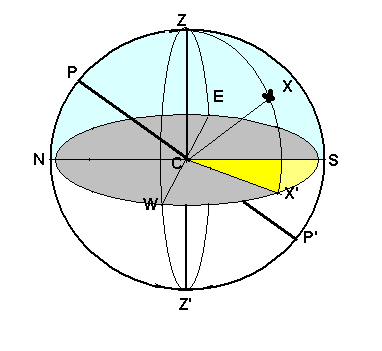
Punti delle coordinate celesti

Le coordinate celesti servono per identificare la posizione degli astri sulla sfera celeste. Alternativamente, visto che nella realtà essi hanno distanze diverse da noi, le coordinate celesti individuano una direzione orientata, ossia una semiretta originata dall'osservatore e passante per l'astro.

## Sistemi di coordinate
In astronomia, i sistemi di coordinate possono specificare la posizione di un oggetto celeste in uno spazio tridimensionale o mettere in grafico la sua posizione sulla sfera celeste, tenendo conto che oltre una certa distanza non siamo più in grado di valutare visivamente la lontananza dei corpi, per cui gli astri ci sembrano tutti alla stessa distanza

## Coordinate orizzontali

Le coordinate altazimutali rispetto ad un osservatore sulla Terra posta al centro dell'Universo

Le coordinate orizzontali, chiamate anche coordinate altazimutali, dipendono dalla posizione relativa dell'osservatore rispetto all'astro e sono riferite all'osservatore, presupposto immobile rispetto alla Terra in movimento; quindi, per ogni astro (in movimento relativo rispetto alla Terra), variano continuamente nel tempo.
Si prendono come riferimenti:
- l'orizzonte, la circonferenza massima che separa l'emisfero celeste visibile da quello non visibile;
- il meridiano locale, la circonferenza massima passante per lo zenit dell'osservatore e per i poli, che incontra l'orizzonte nei punti Nord e Sud;
- il piede dell'astro, punto dell'orizzonte più vicino all'astro, corrispondente al punto dell'orizzonte individuato dal meridiano passante per l'astro.

Quindi come coordinate si ottengono:
- Come ordinata: l'altezza (h) è la distanza angolare dell'astro dall'orizzonte, e varia tra -90° e +90°.
- Come ascissa: l'azimut (A) è la distanza angolare tra il punto Nord e il piede dell'astro (corrispondente alla distanza angolare tra meridiano locale e meridiano passante per l'astro), misurata in senso orario, e varia tra 0° e 360°.

Le circonferenze minori formate dai punti di uguale altezza sono i cerchi d'altezza o almucantarat.
Le semicirconferenze massime comprendenti i punti di un dato azimut si chiamano verticali.
A volte, al posto dell'altezza si usa la distanza zenitale (z), che è la distanza angolare dell'astro dallo zenit dell'osservatore e che varia da 0° a 180°. Pertanto z è l'angolo complementare di h, infatti z + h = 90°.

## Coordinate equatoriali
Esistono due tipi di coordinate equatoriali: si parla, infatti, di sistema equatoriale fisso (detto anche sistema a coordinate equatoriali orarie) e di sistema equatoriale mobile (detto anche sistema a coordinate equatoriali celesti).

Rappresentazione grafica delle coordinate celesti equatoriali e orizzontali.

### Coordinate equatoriali orarie
Nel primo sistema equatoriale si prendono come riferimenti 
- come piano di riferimento l'equatore celeste, ossia l'intersezione del piano dell'equatore terrestre con la sfera celeste
- come punto di riferimento si sceglie il punto di mezzocielo M, che è l'intersezione del meridiano locale e dell'equatore celeste.

Dunque, le coordinate del sistema equatoriale fisso sono:
- l'angolo orario, che è la distanza angolare tra il punto di mezzocielo M e l'intersezione del meridiano celeste passante per l'astro con l'equatore celeste; si misura in ore, minuti e secondi (0^h, 24^h) a partire dal punto M in senso orario;
- la declinazione, ossia la distanza angolare tra l'intersezione del meridiano celeste per l'astro e l'equatore celeste e l'astro stesso, misurata lungo il meridiano celeste; si misura in gradi, primi e secondi (0°,90°) a partire dall'equatore celeste fino ai poli celesti, e si parla di declinazione positiva nell'emisfero boreale e di declinazione negativa in quello australe.

Mentre la declinazione non cambia con l'osservatore, l'angolo orario sì.

### Coordinate equatoriali celesti
Si introduce un altro sistema di riferimento, il sistema equatoriale mobile, in cui le coordinate non variano con la posizione dell'osservatore, che permette quindi una localizzazione completamente indipendente dalla posizione di questi, e col moto diurno della sfera celeste.
Si prendono come riferimenti:
- l'equatore celeste;
- i cerchi orari (o meridiani);
- il punto d'ariete (γ), ossia una delle due intersezioni dell'eclittica (il piano su cui giace il moto apparente del Sole rispetto alla Terra che è inclinato rispetto all'equatore celeste di un angolo di 23° 26' 32″) con l'equatore celeste: è il punto in cui il sole passa dalla semisfera sud a quella nord.

Le coordinate sono:
- la declinazione (δ) di un astro è la sua distanza angolare dall'equatore celeste (da -90°, al polo sud, a +90° al polo nord);
- l'ascensione retta (α) di un astro è la distanza angolare tra il punto d'ariete e l'intersezione del suo cerchio orario con l'equatore celeste; si misura a partire dal punto d'ariete in senso antiorario in gradi (0°, 360°) o equivalentemente in ore ponendo 1h = 15°.

A volte, al posto della declinazione si usa la distanza polare (p), che è la distanza angolare dell'astro dal polo nord celeste e che varia da 0° a 180°. In ogni caso, trattandosi di angoli complementari, p + δ = 90°.

## Conversione tra coordinate di diversi sistemi di riferimento
Per passare dalle coordinate di un sistema di riferimento a quelle di un altro bisogna effettuare delle trasformazioni matematiche.
- Per convertire l'ascensione retta (α) (coordinate equatoriali celesti) in angolo orario (H) (coordinate equatoriali orarie) è necessario conoscere il proprio tempo siderale (TS):

{\displaystyle H=TS-\alpha }
- Per convertire la declinazione (δ) (coordinate equatoriali) in altezza (h) (coordinate altazimutali) è necessario conoscere la propria latitudine (φ) e l'angolo orario (H) e applicare la seguente espressione:[8][9]

{\displaystyle \sin(h)=\sin(\delta )\sin(\varphi )+\cos(\delta )\cos(\varphi )\cos(H)}
- Per ottenere l'azimut (A) (coordinate altazimutali) a partire dall'angolo orario (H) è necessario conoscere la propria latitudine (φ) e la declinazione (δ) e applicare la seguente espressione:

{\displaystyle \tan(Z)=\sin(H)/[\tan(\delta )\cos(\varphi )-\sin(\varphi )\cos(H)]}  con Z = angolo azimutale.

## Coordinate galattiche
Le coordinate galattiche prendono come piano di riferimento quello galattico, che forma un angolo di 62°41' con l'equatore celeste, e come direzione di origine quella del centro galattico individuato dalle misure di radioastronomia e collocato nella costellazione del Sagittario (α=17h 42m 30s, e δ=-28°55'18″).
Questi riferimenti permettono di definire un polo nord ed un polo sud galattico tramite la direzione normale al piano galattico e passante per il Sole. Il polo nord galattico ha coordinate equatoriali α=12h 49m e δ=+27° 24'.
Si definiscono una longitudine galattica (l) ed una latitudine galattica (b), entrambe misurate in gradi.
La latitudine galattica è misurata sui cerchi massimi passanti per i poli e varia da b=-90° (polo sud galattico) a b=+90° (polo nord galattico).
La longitudine galattica varia da l=0° (centro della galassia) a l=360° ed è crescente nel verso di rotazione della Via Lattea (vista dal polo nord la longitudine cresce in senso antiorario).

## Cambiamenti delle coordinate celesti
A causa dei movimenti a lungo termine della Terra (primo fra tutti quello conosciuto col nome di precessione degli equinozi), gli astri non hanno coordinate celesti del tutto fisse ma si spostano col tempo. Questo movimento è indipendente dal moto proprio delle stelle, perché si tratta di un movimento dell'osservatore piuttosto che dell'astro. Ad occhio nudo e su scale di pochi anni è impercettibile, ma per le osservazioni astronomiche si pone il problema di specificare a quale istante una coordinata si riferisce. È stato perciò inventato il concetto di epoca: tutte le coordinate si specificano rispetto ad un'epoca, ed esistono algoritmi per passare da un'epoca all'altra.
Nonostante l'entità dello spostamento possa apparire irrisoria su brevi periodi, su una scala di tempo di millenni esso può portare a notevoli variazioni nelle posizioni degli astri; ad esempio, tra circa 13000 anni il polo nord celeste sarà indicato da Vega, e non più dalla Stella Polare.